# Acer paxii
Acer paxii är en kinesträdsväxtart som beskrevs av Adrien René Franchet. Acer paxii ingår i släktet lönnar, och familjen kinesträdsväxter. Utöver nominatformen finns också underarten A. p. sycopseoides.